# Mona Eltahawy

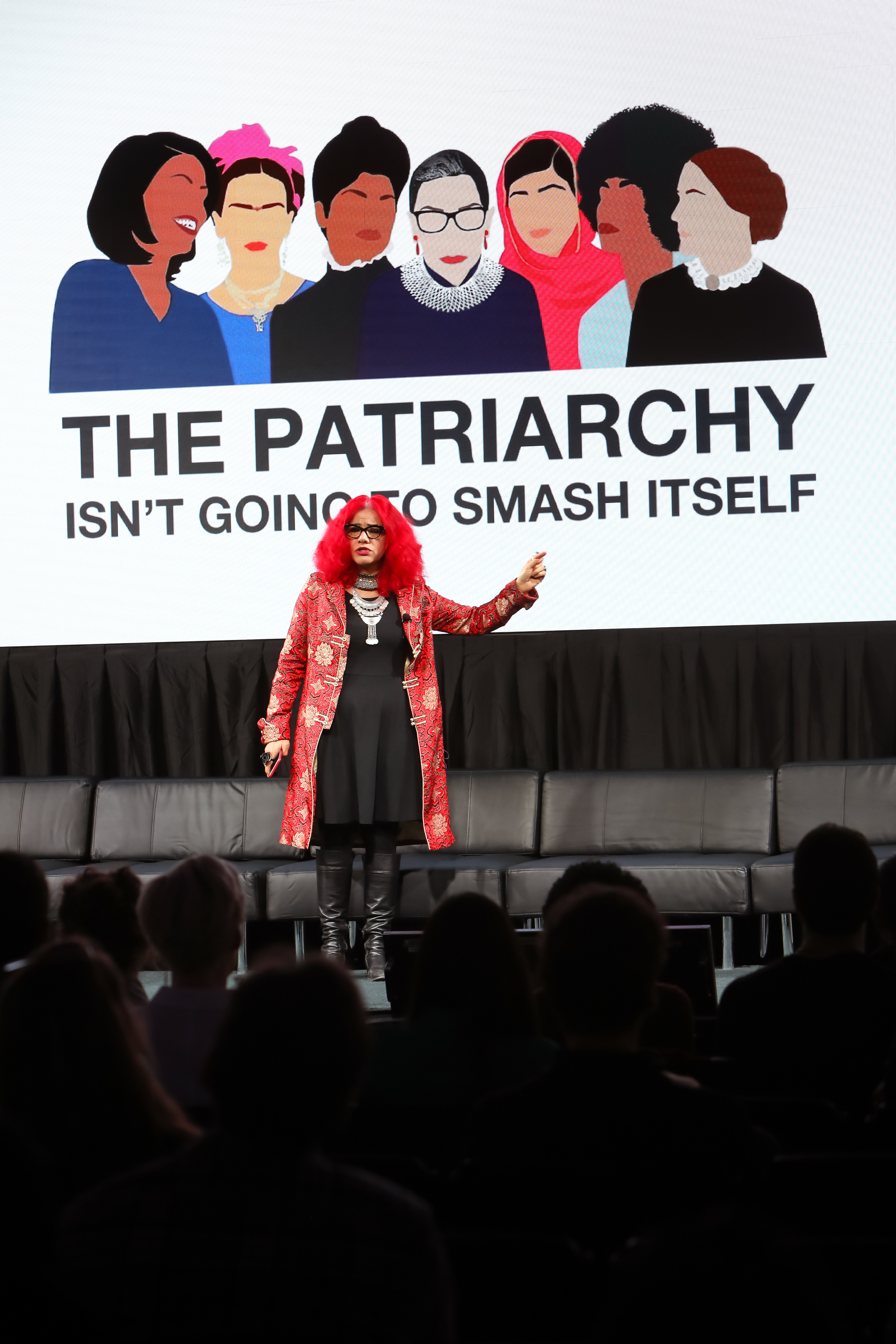
Mona Eltahawy (2018)

Mona Eltahawy (arabisch منى الطحاوي, DMG Munā aṭ-Ṭaḥāwī; geboren 1. August 1967 in Port Said, Ägypten) ist eine ägyptisch-US-amerikanische Journalistin. Sie beschreibt sich als eine säkulare radikale feministische Muslimin. Im Zentrum Eltahawys journalistischer Arbeit steht die Kritik an der Misogynie in der arabischen Welt.

## Leben
Mona Eltahawy zog mit ihren Eltern, die beide als Ärzte arbeiten, 1974 von Ägypten nach Großbritannien und 1983 nach Saudi-Arabien. Eltahawy studierte Journalismus an der American University in Cairo und legte 1990 die Bachelor-Prüfung und 1992 die Master-Prüfung ab. Seither arbeitet sie als Journalistin und war sechs Jahre Korrespondentin für Reuters in Kairo und Jerusalem. Eltahawy legte 1993 den Hidschab ab, den sie seit 1983 trug.
Seit dem Jahr 2000 wohnt Eltahawy in den USA. Sie schrieb 2004 bis 2006 eine wöchentliche Kolumne in Asharq al-Awsat, diese wurde aber wegen ihrer kritischen Haltung zu dem damaligen Mubarak-Regime abgesetzt.
Eltahawy arbeitet als Reporterin im Nahen Osten. Im Jahr 2005 interviewte sie den seinerzeitigen Führer der Muslimbruderschaft Mohammed Mahdi Akef in Kairo. Ihre Artikel erscheinen in der Washington Post, The New York Times, International Herald Tribune, in The Guardian und Christian Science Monitor. Bei der Revolution in Ägypten 2011 war sie eine gefragte Interviewpartnerin in den westlichen Medien und galt der feministischen Website Jezebel als wichtige Kommentatorin der Geschehnisse. Im November 2011 wurde sie auf dem Tahrir-Platz von der ägyptischen Polizei verhaftet und misshandelt, ihr Tweet Beaten arrested in interior ministry sorgte für ihre Befreiung nach zwölf Stunden. 2012 wurde sie in New York City festgenommen, als sie ein Plakat der American Freedom Defense Initiative übersprayte.

## Schriften
- Headscarves and Hymens. Why the middle east needs a sexual revolution. Faber, 2015; Taschenbuchausgabe 2016, ISBN 978-1780228877.
  - Warum hasst ihr uns so?: Für die sexuelle Revolution der Frauen in der islamischen Welt. Übersetzung Ursula Held. Piper, München/Berlin/Zürich 2015, ISBN 978-3492056076.
- Why Do They Hate Us? The real war on women is in the Middle East, in: Foreign Policy, 23. April 2012 (Archiv).
- mit Basma Hamdy; Don Stone Karl (Hrsg.) Walls of Freedom Street Art of the Egyptian Revolution. From Here to Fame Publishing, 2012 (2014: ISBN 978-3937946474)
- Brief aus ... Kuala Lumpur: Fenster auf, frische Luft rein!, in: Internationale Politik, 64, Nr. 4, (2009): S. 94–95.